# Vagos Metal Fest
Vagos Metal Fest é um festival de heavy metal que decorre na Quinta do Ega, em Vagos, Portugal, desde 2016. O festival surge depois da transferência do Vagos Open Air para Corroios.. Este festival é realizado, a partir de 2024, pela promotora Illegal Productions. Até ao ano de 2023 foi realizado pela promotora Amazing Events.

## Edições
2025
A 8ª edição do Vagos Metal Fest está marcada para os dias 1, 2 e 3 de agosto de 2025. Preparem-se para uma experiência épica na capital do metal, na Quinta do Ega.
As 4 primeiras confirmações para a nova edição estão aqui!🤘
Mayhem, as lendas maiores do black metal, irão envolver em névoa e escuridão o palco do Vagos Metal Fest 2025. Com mais de três décadas de carreira, eles são uma força incontestável no cenário do metal extremo. O seu som cru, letras obscuras e performances intensas são marcas registadas da banda. Preparem-se para uma experiência visceral e avassaladora!
Moonspell, a icónica banda de Metal Portuguesa mais reconhecida de sempre a nível mundial marcará presença no Vagos Metal Fest 2025. Com três décadas de carreira, Fernando Ribeiro e a sua alcateia continuam a surpreender os fãs ano após ano com actuações intensas e completas de clássicos da música pesada. O feitiço da lua prevalecerá sobre Vagos!
Decapitated, os exímios expoentes do Technical Death Metal, são umas das bandas mais respeitadas do género e estarão no Vagos Metal Fest 2025. A banda que esgotou duas salas em Portugal em 2024, voltará para o ano ao nosso país para uma atuação violenta, técnica e impactante.
Bizarra Locomotiva, os mestres do Metal Industrial Português também pisarão o palco do Vagos Metal Fest 2025 e dispensam grandes apresentações. Uma mistura de elementos industriais, metálicos e electrónicos fundem-se num fim provocador e distorcido, fazendo dos Bizarra Locomotiva umas das bandas mais bem sucedidas do nosso País.
2024
Sétima edição do VAGOS METAL FEST
| 2 de agosto                                                                               | 3 de agosto                                                                                            | 4 de agosto |
| ----------------------------------------------------------------------------------------- | --- | --- |
| UADA OVERKILL INSOMNIUM DYNAZTY ELVENKING NERVOCHAOS TOXIKULL MEGGERA AT WAR THOLA GODARK | GOD DETHRONED EPICA SAMAEL MÃO MORTA SAOR MORPHIUM INJECTOR THE OMNIFIC CONFESS MORTO CAPELA MORTUÁRIA | QUINTETO EXPLOSIVO BLIND GUARDIAN PRIMORDIAL SUFFOCATION GWYDION GROG RAXAR TERROR EMPIRE HO CHI MINH ANZV BLACK HILL COVE |

2023
Sexta edição do VAGOS METAL FEST
| 3 de agosto                                                                                         | 4 de agosto | 5 de agosto |
| --------------------------------------------------------------------------------------------------- | --- | --- |
| Sepultura Alestorm Be'Lakor Besta Corpus Christii Dagara Dieth Dragon's Kiss Sacred Sin Vendetta Fm | Ugly Kid Joe All Against Gatecreeper Glasya Lecks Inc. Megara Nervosa Seventh Storm Tara Perdida Viciously Hateful | Triptykon Belphegor Heidevolk Imperial Triumphant Midnight Monuments Praetor Process of Guilt Pull the Trigger Serrabulho Urne |

2022
Quinta edição do VAGOS METAL FEST
| 28 de julho | 29 de julho | 30 de julho |
| --- | --- | --- |
| Palco Vagos Dimmu Borgir Trollfest Betraying The Martyrs Uburen Palco Amazing Saurom Cattle Decapitation The Ominous Circle BØW Sölar Lyfordeath | Palco Vagos Testament Exodus Asphyx Alekto Palco Amazing Harakiri For The Sky Tarantula Heathen Mordaça Lecks Inc Reverent Tales | Palco Vagos Serrabulho Emperor Desire Wind Rose Arsea Palco Amazing D.R.I. Crypta Kataklysm Sotz Apotropaico Fonte |

2019
Quarta edição do VAGOS METAL FEST
| 8 de agosto | 9 de agosto | 10 de agosto | 11 de agosto |
| --- | --- | --- | --- |
| Palco Vagos Candlemass Jinjer Burn Damage Palco Amazing Dallian Equaleft Process of Guilt Painted Black Basalto Diesel Humm | Palco Vagos Six Feet Under Primal Fear Necrophobic Redemptus Palco Amazing The Godiva Watain Týr Exumer Okkultist Ways | Palco Vagos Satyricon Alestorm SDI Midnight Priest Palco Amazing Wormwood Death Angel Letters From The Colony Infraktor Repulsive Vision Aborted | Palco Vagos Stratovarius Vltimas Dagoba Ignea Palco Amazing Napalm Death Iron Reagan Visions of Atlantis Toxikull Vendetta FM |

2018
Terceira edição do VAGOS METAL FEST
| 9 de agosto | 10 de agosto | 11 de agosto | 12 de agosto |
| --- | --- | --- | --- |
| Palco Vagos Dust Bolt Orphaned Land InSammer Destroyers of All Palco Stairway Analepsy Theriomorphic Trinta e Um Booby Trap | Palco Vagos Serrabulho Cradle of FIlth Moonspell Masterplan Invoke Palco Stairway Attic Converge Ratos de Porão Dollar Lama Blame Zeus In Vein | Palco Vagos Holocausto Canibal Kamelot Sonata Arctica Bolzer Simbiose Palco Stairway Enslaved Carach Angren Dagoba Gwydion Wicked Inc. Lost in Pain | Palco Vagos Rasgo Suicidal Tendencies Municipal Waste Ross the Boss Sinister Palco Stairway Memoriam Ensiferum Integrity Feed the Rhino Dark Embrace Stonerust |

### 2017
Segunda edição do VAGOS METAL FEST
| 11 de agosto                                                                                           | 12 de agosto | 13 de agosto                                                                             |
| --- | --- | ---------------------------------------------------------------------------------------- |
| Arch Enemy Wintersun Rhapsody Reunion Therion Gama Bomb Grunt Tales For The Unspoken And Then She Came | Soulfly Metal Church Korpiklaani Powerwolf Primordial Batushka Hills Have Eyes Brutality Will Prevail Revolution Within Implore | HammerFall Whitechapel Havok Gorguts Chelsea Grin Miss Lava Cough Attick Demons Reaktion |

- Fonte:[3]

### 2016
Primeira edição do VAGOS METAL FEST
| 13 de agosto                                                                                      | 14 de agosto                                                           |
| ------------------------------------------------------------------------------------------------- | ---------------------------------------------------------------------- |
| Bizarra Locomotiva Dark Funeral Fleshgod Apocalypse R.A.M.P. Betraying The Martyrs Vektor Correia | Moonspell Helloween Finntroll Discharge Tribulation Heavenwood GODVLAD |

- Fonte:[4]